# Siphamia corallicola
Siphamia corallicola és una espècie de peix pertanyent a la família dels apogònids.

## Descripció
- Pot arribar a fer 3,1 cm de llargària màxima.[5][6]

## Hàbitat
És un peix marí, associat als esculls i de clima tropical que viu entre 6 i 22 m de fondària a les aigües protegides de llacunes i cales costaneres.

## Distribució geogràfica
Es troba al Pacífic occidental: Indonèsia, Malàisia i Papua Nova Guinea.

## Observacions
És inofensiu per als humans.